# Blau-Weiß Lohne
El Blau-Weiß Lohne es un equipo de Fútbol de Alemania que juega en la Regionalliga Nord, una de las ligas que conforman la cuarta división nacional.

## Historia
Fue fundado el 22 de octubre de 1934 en la ciudad de Lohne con el nombre SV Lohne luego de la fusión de los equipos FC Roland y DJK Blau-Weiß. El 22 de octubre de 1945 adopta su nombre actual como la sección de Fútbol del Turn- und Sportverein Blau-Weiß Lohne von 1894, equipo deportivo que cuenta con secciones en 17 deportes.
En 1949 fue uno de los equipos fundadores de la Amateurliga 2 y fue uno de los equipos fuertes de la liga, pero no conseguía el ascenso hasta que gana el título en 1964, aunque falló en su intento de ascenso al igual que en 1966. Tras años de mediocridad se vío un buen momento en la Copa del Norte de Alemania de 1972 donde eliminó a los equipos TuS Celle e Itzehoer SV hasta que lo eliminó el VfL Wolfsburg.
En 1983 el club estuvo cerca del ascenso a la Oberliga Nord pero falló, teniendo otra oportunidad en 1988 pero perdieron en el último partido de la fase de ascenso. En 1994 sería uno de los equipos fundadores de la Oberliga Niedersachsen/Bremen donde jugó por tres temporadas luego de descender en 1997.
En 2020 regresa a la Oberliga Niedersachsen, y dos temporadas después gana el título de liga y la copa de Baja Sajonia, consiguiendo su primer ascenso a la Regionalliga Nord y su primera aparición en la Copa de Alemania 2022-23.

## Palmarés
- Oberliga Niedersachsen: 1

2022
- Lower Saxony Cup: 1

2022

## Jugadores

### Jugadores destacados
- Ansgar Brinkmann
- Alparslan Erdem
- Benno Möhlmann
- Thorsten Tönnies